# Иогач (река)
Иога́ч (в верховье Бол. Тулгуль) — река в Турочакском районе Республики Алтай (Россия). Река начинается на склонах отрога хребта Алтынту. Течёт на север, впадает в Бию в 300 метрах от истока из Телецкого озера. В устье расположено село Иогач. Длина — 34 км.

## Хозяйственная деятельность
На всём протяжении вдоль реки проходит лесовозная дорога, которая далее поднимается на перевал Обого в долину реки Пыжа. С середины XX века в селе Иогач был основан леспромхоз и в долине Иогача велись сплошные рубки хвойной тайги, преимущественно кедра, переместившиеся впоследствии в бассейн Пыжи. В настоящее время коренной лес в бассейне Иогача остался лишь на труднодоступных крутых склонах и вершинах, бо́льшая часть площади заросла «сорным лесом» (ива, осина, берёза).
На склонах горы Кокуя сооружён горнолыжный комплекс. Проезд к нему вдоль притока Иогача, реке Кокуя. Эта же дорога, преодолевая перевал, ведёт к туристическим базам в устье реки Самыш.
Из долины Иогача вдоль его притока Тозодов уходит дорога через верховья Самыша к месту бывшего золотого прииска на реке Калычак.

## Притоки
Наиболее значимые — Верхний Юстегечь и Кокуя.
- Тайверды (пр)
- Трач (лв)
- Тозодов (пр)
- Верх. Юстюгечь (лв)
- Ниж. Юстюгечь (лв)
- Верх. Турочак (пр)
- Верх. Колдорак (лв)
- Аэто (лв)
- Кокуя (пр)
- Ниж Турочак (пр)
- Озуб (лв)